# 알카디르
알카디르(Al-Kadir, 아랍어: الكدير, 알카데르라고도 표기)는 시리아 동부에 있는 마을로, 행정 구역상 홈스주에 속한다. 시리아 사막에 위치하며 북동쪽에는 유프라테스강, 남쪽에는 인근 마을인 알카움, 동쪽에는 데이르에조르가 있다. 시리아 중앙통계국 (CBS)에 따르면, 알카디르의 2004년 인구는 694명이었다.

## 시리아 내전
ISIL은 2014년 시리아로 확장하면서 알카디르를 점령했다. 이 마을은 2017년 8월 15일 시리아군에 의해 해방되었다.